# Alexander Rubel
Alexander Rubel (* 27. Dezember 1969) ist ein deutscher Althistoriker.

## Werdegang
Nach dem Abitur in Kaiserslautern im Jahr 1989 studierte Alexander Rubel Geschichte, Germanistik und Philosophie an der Universität Konstanz. 1996 wurde er dort wissenschaftlicher Mitarbeiter am Lehrstuhl für Alte Geschichte. 2000 wurde er mit der Arbeit Stadt in Angst. Religion und Politik in Athen während des Peloponnesischen Krieges bei Wolfgang Schuller promoviert. Anschließend ging er nach Rumänien, wo er ab 2001 in Iași eine Zweigstelle des Goethe-Instituts aufbaute. Danach war er von 2003 bis 2007 als DAAD-Stipendiat Lektor an der Universität Alexandru Ioan Cuza Iași.
Mittlerweile ist Rubel Leiter des Deutschen Kulturzentrums Iaşi und seit 2008 assoziierter Professor an der Universität Alexandru Ioan Cuza Iași. Zudem ist er seit 2008 als wissenschaftlicher Mitarbeiter (Cercetator Stiintific, grad I) am Institut für Archäologie der Rumänischen Akademie in Iași tätig, wo er seit 2010 die Abteilung für Klassische Archäologie und seit 2011 das gesamte Institut leitet. 2013 erfolgte seine Habilitation; 2015 erhielt er von der Universität Alexandru Ioan Cuza Iași im Fach Germanistik einen zweiten Doktortitel.
Zwischen 2019 und 2020 war Rubel für ein Jahr Visiting Senior Research Fellow am Jesus College in Oxford, 2017 Gastprofessor am Institut für Ur- und Frühgeschichte der Universität Erlangen-Nürnberg, 2023 am Lehrstuhl für Alte Geschichte der Universität Eichstätt-Ingolstadt.

## Forschungen
In seinen frühen Forschungen lag der Arbeitsschwerpunkt Alexander Rubels auf der Geschichte des antiken Griechenlands, der er auch seine Dissertation widmete, und der antiken Religionsgeschichte. Später wandte er sein Forschungsinteresse auch der römischen Geschichte zu und untersuchte beispielsweise Phänomene der Romanisierung sowie das römische Militär. Ein geographischer Schwerpunkt dieser beiden Arbeitsbereiche liegt im antiken Dakien, wo er auch Ausgrabungen zur römischen Militärpräsenz leitete. Als weiterer Schwerpunkt Rubels ergab sich später die Spätantike und allgemein das Phänomen der Migration in der Antike.
Im Jahr 2018 legte Rubel unter dem Titel Die Ordnung der Dinge. Ernst Jüngers Autorschaft als transzendentale Sinnsuche eine literaturwissenschaftliche Studie zum deutschen Schriftsteller Ernst Jünger vor.

## Auszeichnungen
Alexander Rubel wurde 2016 zum korrespondierenden Mitglied des Deutschen Archäologischen Instituts gewählt. 2022 verlieh ihm die Stadt Iași die Ehrenbürgerwürde; im selben Jahr erhielt er von der privaten Petre-Andrei-Universität in Iași die Ehrendoktorwürde.
Für sein Buch Fear and Loathing in Ancient Athens, eine Übersetzung seiner Dissertation, erhielt Rubel 2016 den Vasile-Pârvan-Preis der Rumänischen Akademie.

## Schriften
- Stadt in Angst. Religion und Politik in Athen während des Peloponnesischen Krieges (= Edition Universität). Wissenschaftliche Buchgesellschaft, Darmstadt 2000, ISBN 3-534-15206-9 (englische Übersetzung: Fear and loathing in ancient Athens. Religion and politics during the Peloponnesian war. Acumen, Durham 2014, ISBN 978-1-84465-570-0).
- Die Griechen. Kultur und Geschichte in klassischer und archaischer Zeit. Marix Verlag, Wiesbaden 2012, ISBN 978-3-86539-964-9.
- Religion und Kult der Germanen. Kohlhammer, Stuttgart 2016, ISBN 978-3-17-029266-6.
- Per Anhalter durch die Antike. 1400 Jahre griechisch-römische Geschichte und ihre Aktualität. Marix Verlag, Wiesbaden 2017, ISBN 978-3-7374-1064-9.
- Die Ordnung der Dinge. Ernst Jüngers Autorschaft als transzendentale Sinnsuche. Königshausen & Neumann, Würzburg 2018, ISBN 978-3-8260-6533-0.
- Migration in der Antike. Von der Odyssee bis Mohammed. wbg Academic, Freiburg 2024, ISBN 978-3-534-61013-6.
- Migration. Eine Kulturgeschichte der Menschheit. Kohlhammer, Stuttgart 2024, ISBN 978-3-17-044528-4.

## Belege
1. ↑  Porträt bei Perlentaucher
2. ↑  Jobanforderung: Sprungkraft beweisen (Artikel im DAAD-Magazin) (Memento vom 27. März 2008 im Internet Archive)
3. ↑  Übersicht über deutsche Kulturgesellschaften in Georgien auf der Website des Goethe-Instituts, abgerufen am 24. September 2024.
4. ↑  Jesus College Record 2019. Abgerufen am 26. November 2024.
5. ↑  Extra Termin! Archäologisches Kolloquium am 28.06.2017. 23. Juni 2017, abgerufen am 26. November 2024.
6. ↑  Katholische Universität Eichstätt-Ingolstadt: Prof. Dr. Dr. Alexander Rubel. Abgerufen am 26. November 2024.
7. ↑  Allgemein zur Entwicklung der Forschungsinteressen siehe: Alexander Rubel auf der Website der Katholischen Universität Eichstätt-Ingolstadt, abgerufen am 24. September 2024.
8. ↑  Homepage der Stadt Iași

| Personendaten    | Personendaten           |
| ---------------- | ----------------------- |
| NAME             | Rubel, Alexander        |
| KURZBESCHREIBUNG | deutscher Althistoriker |
| GEBURTSDATUM     | 27. Dezember 1969       |